# Guido Cantelli
Guido Cantelli (27 de abril de 1920 - 24 de novembro de 1956) foi um maestro italiano. 
Guido nasceu em Novara, Itália e foi nomeado diretor musical do Teatro alla Scala de Milão em 16 de novembro de 1956 mas sua promissora carreira foi curta, pois apenas uma semana após sua nomeação ele faleceu, aos trinta e seis anos, em um acidente de avião na França.
Na sua breve carreira, ele conduziu não somente os mais famosos concert halls da Europa, mas também dos Estados Unidos e da África do Sul. O famoso maestro Arturo Toscanini foi, particularmente, um admirador de Guido e em uma nota escrita para a esposa de Cantelli em 1950, após quatro concertos onde Cantelli foi o maestro convidado com a Orquestra Sinfônica NBC, ele disse:
"Eu estou feliz com o grande sucesso que Guido introduziu em minha orquestra, eu amei o que ele fez! Essa é a primeira vez em minha longa carreira que eu conheci um jovem homem tão proeminente. Ele vai longe, muito longe!"
Cantelli deixou um pequeno legado de gravações. Entre suas gravações estão as sinfonias nºs 3, 5 e 7 de Beethoven; sinfonias nº 1 e 3 de Brahms, Segundo concerto para piano de Liszt, e peças de Rossini, Ravel, Verdi, entre outros.